# Etoy (Künstler)
ETOY (Eigenschreibweise etoy / etoy.CORPORATION) ist eine international zusammengesetzte Künstlergruppe, welche sich seit 1994 mit neuen Technologien in der Kunstproduktion befasst. Die Geschäftsstelle befindet sich in Zürich.
etoy verwischt die Grenzen künstlerischer Autorenschaft, indem wechselnde Mitglieder (Agents) die Produktionsarbeiten tragen und Investoren an der Marke etoy teilhaben können. Dies ermöglicht es etoy, unterschiedliche Ressourcen und Fähigkeiten zu kombinieren.  Die Echtheit der Werke und Dokumente wird durch das etoy.HOLOGRAM authentifiziert.

## Ziele
Die etoy.CORPORATION sucht seit 1994 unabhängig Wege, um alternative Produktionsbedingungen in der Kunst zu erforschen. Die wichtigste Grundlage dabei ist die Verwendung einer Firma, unter welcher alle etoy.AGENTS operieren. etoy ersetzt damit das Konzept des Einzel-Künstlers mit einem Namen und Zeichen, das für die Verbindung der individuellen Künstler steht. Alle Projekte von etoy basieren auf Zusammenarbeit: auf gegenseitiger Inspiration innerhalb einer organisierten Crew, auf Arbeitsteilung, Qualitäts-Kontrolle, Risiko-Verteilung etc. Der Einzel-Autor wird bewusst und prinzipiell abgelehnt, weil ein komplexes digitales Werk gleichermaßen von visuellen, technischen wie konzeptionellen Aspekten bestimmt und getragen wird. Es gibt also keinen genialen Kopf hinter etoy, niemanden, der alleine imstande wäre, Operationen wie Mission Eternity zu planen oder umzusetzen. Zur Verhinderung von Personenkult treten die etoy.AGENTEN in der Öffentlichkeit hinter das Markenzeichen zurück. Der AGENT als Individuum hat intern und bei der Abwicklung von Projekten oder als Investor eine große Bedeutung. Sein Stimmrecht und seine Besitzanteile an etoy sichern seine Einflussnahme. Jeder etoy.AGENT ist mit einem Veto-Recht ausgestattet, welches eine etoy-Produktion zum Stillstand bringen kann, und jeder etoy.AGENT ist konzeptionell austauschbar.
In der Praxis bilden fünf etoy.CORE-AGENTS das Management und den Kern der Organisation etoy. Sie verpflichten sich beim jährlichen General Meeting dazu, jeweils ein Jahr einen spezifischen Bereich zu leiten (Technologie, Finanzen etc.), und stehen der Corporation zur kontinuierlichen Abwicklung des Tagesgeschäfts zur Verfügung.

## Geschichte
Gegründet wurde etoy 1994 von Gino Esposto (etoy.ESPOSTO/CARL), Michel Zai (etoy.ZAI), Daniel Udatny (etoy.UDATNY), Martin Kubli (etoy.KUBLI), Marky Goldstein (etoy.GOLDSTEIN), Fabio Gramazio (etoy.GRAMAZIO) und Hans Bernhard (etoy.BRAINHARD/HANS). Etoy wurde 1996 mit dem digital hijack weltweit bekannt. Im gleichen Jahr gewann etoy den Prix Ars Electronica. Zum Werk der Gruppe gehören zahlreiche digitale Performances.
Nach internen Konflikten waren im Jahr 1998 nach mehreren Austritten von den Gründungsmitgliedern nur noch Gramazio, Zai und Kubli übrig. Neue Agenten unterstützten etoy 1999/2000 im als toywar bekannt gewordenen Kampf gegen den Online-Spielwarenhändler eToys um die Internetdomain „etoy.com“ und amerikanische Markenrechte. Seit 2005 arbeitet die etoy.CORPORATION an Mission Eternity. Die Regisseurin Andrea Reiter drehte einen Dokumentarfilm über dieses Kunstprojekt, das sich mit Tod und Verewigung auseinandersetzt. Sie und ihr Team folgten der etoy.CREW und ihrem Mission Eternity Sarkophag nach Berlin, Zürich, San Jose und Nevada. Die Hugofilm Produktion ist Anfang 2008 erschienen. Über hundert etoy-Aktien sind im Besitz von Kunstsammlern, Museen und anderen. Jedes Zertifikat dokumentiert einen (Besitz-)Anteil am Gesamtwerk und stellt gleichzeitig einen wichtigen Moment der Firmen- oder Kunstgeschichte visuell dar.

## Etoy.Agents und Etoy.Special-Agents
Etoy.Agenten (aktive Mitglieder von etoy) sind konzeptionell austauschbar und sind zurzeit:
- etoy.ZAI – CEO, seit 1994
- etoy.MONOROM – CTO, seit 1998
- etoy.SILVAN – R & D SOFTWARE, seit 2003
- etoy.VINCENT – CHEMISTRY & CODE, seit 2003
- etoy.HAEFLIGER – INVESTOR RELATIONS, seit 2003
- etoy.GRAMAZIO – PRESIDENT, seit 1994
- etoy.KUBLI – LEGAL AFFAIRS, seit 1994
- etoy.BALMER – CFO, seit 2006
- etoy.MIR – etoy.TANK-PLANT architect, seit 1999
- etoy.MARCOS – etoy.ART-COLLECTION, 2000–2007
- etoy.STAMBERGER – logistics, food & beverage, seit 2000
- etoy.ISA – M∞ SOUNDS, seit 2006
- etoy.REID – M∞ VOICE, seit 2006
- etoy.ROVERO – industrial design, seit 2005
- etoy.SCOTT-DE-MARTINVILLE – industrial design, seit 2005
- etoy.NEWTRON – system operator etoy.com, seit 1999
- etoy.ROCKET – ground control, food & beverage, seit 2002
- etoy.MARLAND – USA press speaker, seit 2006
- etoy.MAX – press archive, seit 2005
- etoy.TINU – SWISS handy man, seit 2006
- etoy.MATHIS – grip, seit 2003
- etoy.POL – etoy.POSTMASTER, seit 2005
- etoy.ROCK – special effects & social engineering, seit 2003

### Projekte
- the digital hijack
- etoy.DAY-CARE